# Piłat (film)
Piłat (węg. Pilátus) – węgierski film telewizyjny, dramat psychologiczno-obyczajowy z 2020 roku w reżyserii Lindy Dombrovszky, zrealizowany na podstawie powieści Magdy Szabó pod tym samym tytułem. 
W 2020 roku film zaprezentowano na Międzynarodowym Festiwalu Filmowym w São Paulo.
Studium relacji dwóch pochodzących z prowincji kobiet – matki i córki, które w specyficznym środowisku wielkomiejskim nie potrafią już przywrócić dawnego uczuciowego kontaktu, z biegiem czasu stając się coraz bardziej niechętne sobie i obce. Adaptacja powieści Magdy Szabó (w której Anna nosi imię Etelka) zarazem ukazuje los psychicznie osamotnionego starego człowieka, oderwanego od swego życiowego podłoża, który niezrozumiany i wyobcowany, nie jest w stanie odnowić żywych więzi z otaczającym go światem.  

## Obsada
- Ildikó Hámori – Anna
- Anna Györgyi – Iza, jej córka
- Zoltan Kovács – Vince, zmarły mąż Anny
- Sándor Terhes – Antal, jej były zięć
- Ágnes Máhr – Teresa, pomoc domowa
- Rémusz Szikszai – Domokosz, partner Izy
- Márta Martin – Hilda, przygodnie poznana kobieta
- Dóra Kakasy – Lidia, partnerka Antala